# Имперская Венера
«Имперская Венера» (фр. Venere Imperiale) — французско-итальянская историческая драма, получившая в 1964 году кинопремию «Серебряная лента».

## Сюжет
Фильм рассказывает о судьбе Полины Бонапарт, средней из трёх и самой любимой сестры первого императора Франции Наполеона Бонапарта. Любовные похождения Полины создавали много проблем для Наполеона, однако он всю жизнь поддерживал с сестрой самые добрые отношения, в том числе устроил для неё два выгодных брака и даровал ей титул герцогини. Она, в свою очередь, поддержала его во время изгнания на острове Эльба. Полина, княгиня Боргезе стала воплощением красоты той эпохи, с её прекрасного тела великий скульптор  Антонио Канова ваял образ Венеры. 

## В ролях
- Джина Лоллобриджида — Полина Бонапарт
- Раймон Пеллегрен — Наполеон Бонапарт
- Стивен Бойд — Жюль де Канувиль
- Джулио Босетти — Камилло Боргезе
- Массимо Джиротти — Леклерк
- Мишлин Прель — Жозефина
- Лилла Бриньоне —  Летиция, мать Полины
- Марко Гульерми — Жюно
- Джанни Сантуччо — Антонио Канова
- Альдо Бетти — Морибондо-а-Санто-Доминго
- Габриэле Ферцетти — Френон
- Эльза Альбани — пианистка
- Андреа Чечи — доктор
- Джузеппе Аддоббати
- Мария Лаура Росса

## Съёмочная группа
- Режиссёры: Жан Деланнуа, Гвидо Джанбартоломеи
- Сценаристы: Жан Оранш, Рудольф-Морис Арло, Леонардо Бенвенути, Жан Деланнуа
- Композитор: Анджело Франческо Лаваньино
- Оператор: Габор Погани
- Монтаж: Отелло Коланджели
- Костюмы: Джанкарло Бартолини Салимбени
- Сценография: Рене Рено

## Критика
Критика высоко оценила выход картины на киноэкраны, называя её одной из самых правдивых исторических кинолент XX века, а итальянская ассоциация кинокритиков в 1964 году присудила фильму кинопремию «Серебряная лента».

## Награды, призы, премии
- 1963 - Давид ди Донателло — лучшая актриса (Джина Лоллобриджида)
- 1963 - премия Nastri d'argento — лучшая актриса (Джина Лоллобриджида)
- 1964 - премия Серебряная лента — лучший фильм